# Mount Van Pelt
Mount Van Pelt (französisch Mont Van Pelt) ist ein 2000 m hoher, steiler und felsiger Berg im ostantarktischen Königin-Maud-Land. Im nördlichen Teil des Königin-Fabiola-Gebirges ragt er unmittelbar östlich des Mount DeBreuck auf.
Teilnehmer einer von 1959 bis 1961 dauernden belgischen Antarktisexpedition entdeckten ihn am 7. Oktober 1960. Expeditionsleiter Guido Derom (1923–2005) benannte den Berg nach Guy Van Pelt, Funker bei den Erkundungsflügen dieser Forschungsreise.